# Presidencia Roque Saenz Pena Aerodrome
Presidencia Roque Saenz Pena Aerodrome är en flygplats i Argentina. Den ligger i den norra delen av landet, 900 km norr om huvudstaden Buenos Aires. Presidencia Roque Saenz Pena Aerodrome ligger 93 meter över havet.
Terrängen runt Presidencia Roque Saenz Pena Aerodrome är mycket platt. Närmaste större samhälle är Presidencia Roque Sáenz Peña, 6,3 km sydost om Presidencia Roque Saenz Pena Aerodrome.
Omgivningarna runt Presidencia Roque Saenz Pena Aerodrome är huvudsakligen savann. Runt Presidencia Roque Saenz Pena Aerodrome är det ganska tätbefolkat, med 65 invånare per kvadratkilometer.